# Cenk Yılmaz
Cenk Yılmaz (* 16. Juni 1993 in Izmir) ist ein türkischer Fußballspieler, der für Hacettepe SK spielt.

## Karriere
Yılmaz begann mit dem Vereinsfußball in der Jugend von Urla Gençlikspor und wechselte von dort aus 2009 in die Jugend von Manisaspor. 2012 erhielt er einen Profi-Vertrag und wurde in den Profikader aufgenommen. Sein Profidebüt gab er im Zweitligaspiel des 3. Spieltages vor heimischer Kulisse gegen Şanlıurfaspor.
Im Frühjahr 2015 wechselte er zum Drittligisten Hacettepe SK.